# Chaetocerotaceae
Famille
Les Chaetocerotaceae sont une famille d'algues de l'embranchement des Bacillariophyta (Diatomées), de la classe des Mediophyceae et de l’ordre des Chaetocerotales.

## Étymologie
Le nom de la famille vient du genre type Chaetoceros, composé du préfixe chaet- « poil, soie », et du suffixe -cero, corne, littéralement « poil en forme de corne », en référence aux  

## Description
Le genre type Chaetoceros est composée de diatomées centriques bipolaires généralement coloniales.
Les cellules sont cylindriques à base ovale ou circulaire contenant 1, 2 chloroplastes ou plus. Ces derniers semblent être quadrangulaires en vue cingulaire (cingulum) et elliptiques ou circulaires en vue valvulaire. Le manteau (mantle) est vertical et le cingulum est plus ou moins développé.
Des processus, appelés soies (seta), d'épaisseur variable émergent de chaque sommet.
Chez les espèces coloniales, les soies terminales, celles émergeant de la dernière valve de la colonie, se distinguent des soies intercalaires, celles des valves internes qui se croisent et/ou fusionnent en un point, permettant la formation de colonies de longueurs différentes. Des soies intercalaires spécialisées se trouvent chez certaines espèces (C. compressus, C. diversus, C. messanensis), qui sont différentes en taille et en forme des autres soies de la colonie.
Une ouverture de taille et de forme variables, délimitée par les faces valvulaires et la partie proximale des soies, sépare les cellules d'une colonie.
La surface valvulaire a généralement des côtes radiales provenant d'un anneau central hyalin (transparent).
Le rimoportula, lorsqu'il est présent, est situé au centre ou proche du centre, généralement avec un court tube externe.
Dans le cingulum, les bandes intercalaires et la plèvre sont de type ouvert ou segmenté.
Note : pour le vocabulaire ci-dessus, spécifique aux diatomées (notamment les mots en italique), voir le glossaire anglophone cité en référence.

## Liste des taxons de rang inférieur
Liste des genres selon AlgaeBase (5 août 2022) :
- Acanthoceras Honigmann, 1909
- Bacteriastrum Shadbolt, 1854
- Chaetoceros Ehrenberg, 1844  genre type
- Chasea G.D.Hanna, 1934
- Dossetia Azpeitia, 1911
- Epithelion Pantocsek, 1905
- Gonioceros H.Peragallo & M.Peragallo, 1907
- Goniothecium Ehrenberg, 1843
- Hercotheca Ehrenberg, 1844
- Miraltia D.Marino, M.Montresor & A.Zingone, 1988
- Monoceros Van Goor, 1924
- Muelleriella Van Heurck, 1896
- Muelleriopsis Hendey, 1972
- Periptera Ehrenberg, 1844
- Peripteropsis Suto, 2005
- Syndendrium Ehrenberg, 1845
- Vallodiscus I.Suto, 2005

## Systématique
Le nom correct complet (avec auteur) de ce taxon est Chaetocerotaceae Ralfs, 1861.

## Publication originale
- Pritchard, A. (1861). A history of infusoria, including the Desmidiaceae and Diatomaceae, British and foreign. Fourth edition enlarged and revised by J. T. Arlidge, M.B., B.A. Lond.; W. Archer, Esq.; J. Ralfs, M.R.C.S.L.; W. C. Williamson, Esq., F.R.S., and the author.  pp. [1]-xii, [1]-968, 40 pls. London: Whittaker and Co..